# PGL Major: Kraków 2017

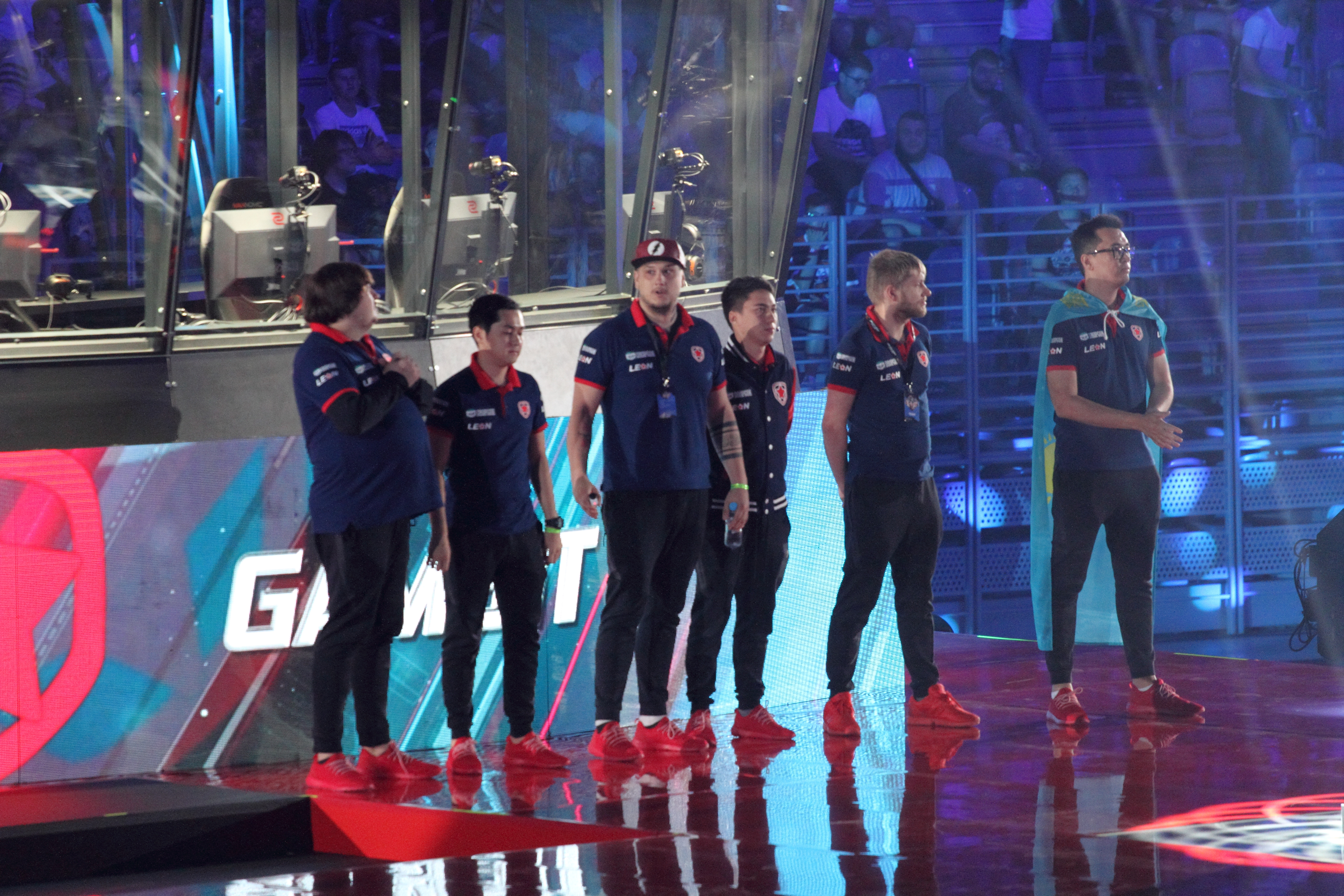
Siegerteam Gambit Gaming

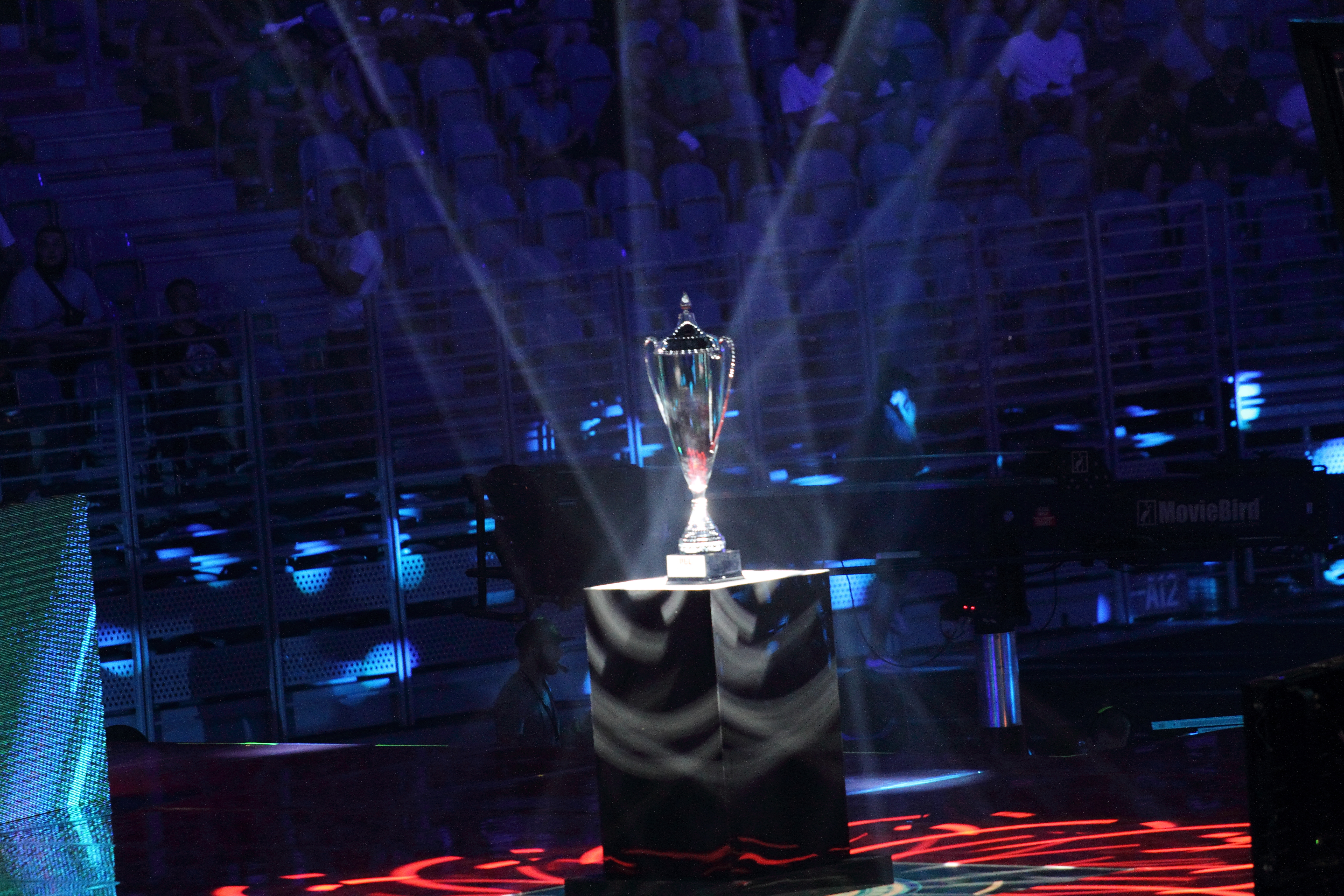
Trophäe

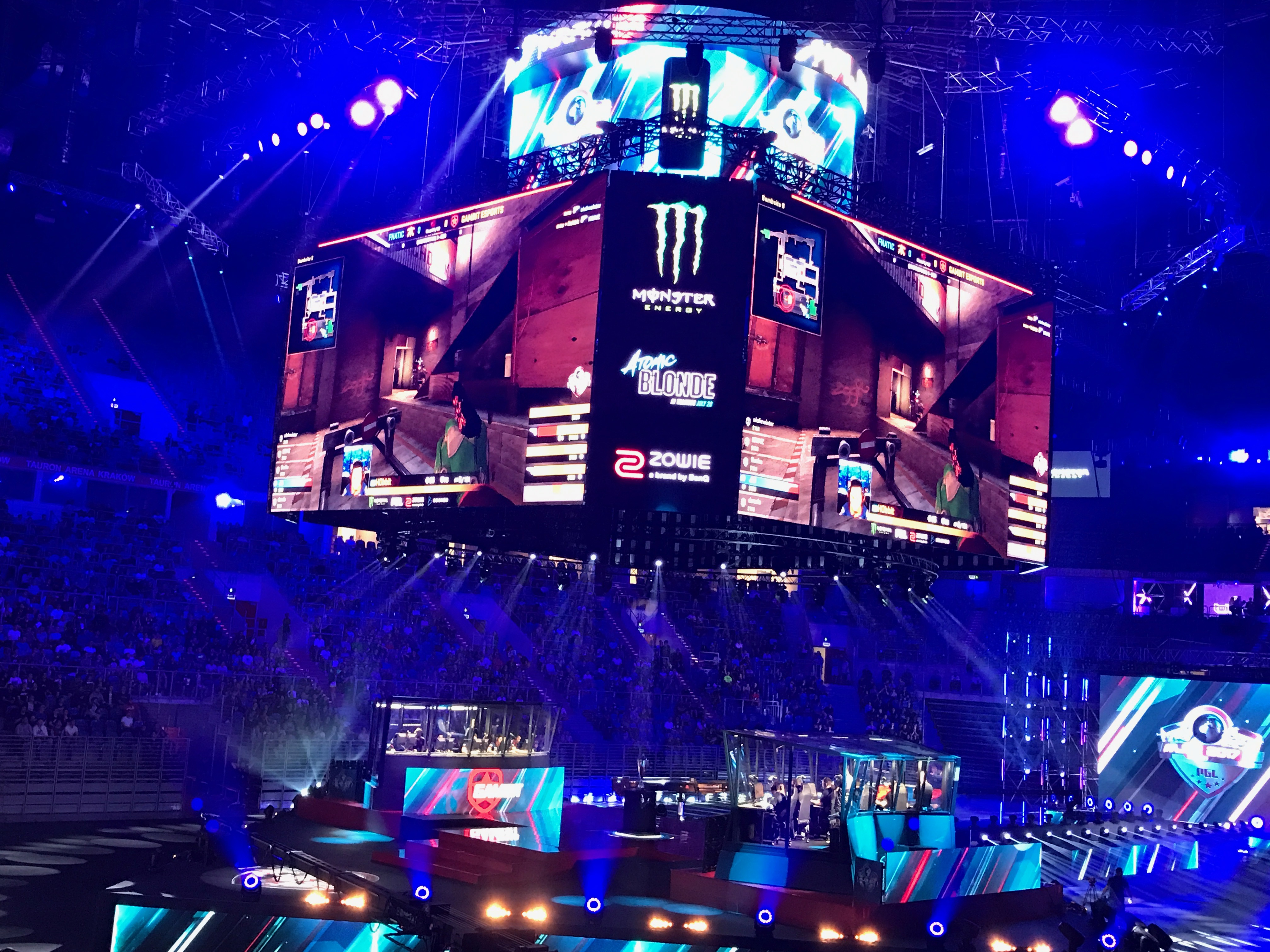
Partie Gambit Gaming gegen fnatic

Das PGL Major: Kraków 2017 (kurz: PGL Kraków 2017) war das elfte Major-Turnier in der E-Sport-Disziplin Counter-Strike: Global Offensive. Das Turnier fand vom 16. bis zum 23. Juli 2017 im polnischen Krakau statt. Die K.-o.-Phase wurde in der Tauron Arena Kraków ausgetragen. Das mehrheitlich aus kasachischen Spielern bestehende Team Gambit Gaming gewann das Finale gegen das brasilianische Challenger-Team Immortals.
Krakau war nach Kattowitz die zweite polnische Stadt, welche ein Major-Turnier austragen durfte.

## Qualifikation
Die acht Challenger-Teams des PGL Major: Kraków 2017 wurden über ein Offline-Qualifier ermittelt. Das Teilnehmerfeld des Qualifikationsturniers besteht aus den verbleibenden sieben auf der Eleague Major: Atlanta 2017 in der Gruppenphase ausgeschiedenen Teams und neun weiteren Mannschaften, welche sich über die vier Minor-Turniere ein Ticket für das Offline-Qualifier erspielen werden.

### Open Qualifier
Für das Open Qualifier kann sich jedes Team anmelden. Das amerikanische Open Qualifier wird unterteilt in Süd- und Nordamerika. Die Plätze 1-8 des nordamerikanischen Open-Qualifiers qualifizieren sich für das Closed Qualifier, während sich nur Platz 1 beim südamerikanischen Open-Qualifier direkt für das amerikanische Minor qualifiziert.
Für Europa gibt es vier Open Qualifiers, wo sich jeweils die ersten beiden Plätze für das Closed Qualifier qualifizieren, beim CIS Open Qualifier qualifizieren sich die Plätze 1-4.
Im asiatischen Bereich gibt es fünf Open Qualifiers (China, Ostasien, mittlerer Osten, Ozeanien sowie Indien & Südostasien). Für letzteres Turnier kommt man bei Erreichen der Plätze 1 und 2 direkt zum asiatischen Minor. Bei den anderen vier Open Qualifiers erreicht dies nur der erste Platz.

### Closed Qualifier
Die aus den jeweiligen Open Qualifier qualifizierten Teams spielen außer in den Regionen Südamerika und Asien im Closed Qualifier um die engere Auswahl für die Minor-Turniere. Für das europäische und CIS-Turnier reichen die Plätze 1-8 für den Einzug ins jeweilige Minor-Turnier, beim nordamerikanischen Closed Qualifier schaffen es die Plätze 1-5 weiter. Für Asien gibt es kein Closed Qualifier, die Teams qualifizieren sich vom Open Qualifier direkt ins asiatische Minor. Zu allen Closed-Qualifiers wurden auch Mannschaften direkt eingeladen.

### Minor-Turniere
Im Vorfeld des Offline-Qualifier wurden vier Minor-Turniere in den Regionen Europa, Gemeinschaft Unabhängiger Staaten, Amerika und Asien ausgetragen:
| Name                 | Asian Minor Championship – Kraków                           | Americas Minor Championship – Kraków                         | CIS Minor Championship – Kraków                                                     | European Minor Championship – Kraków                   |
| -------------------- | ----------------------------------------------------------- | ------------------------------------------------------------ | ----------------------------------------------------------------------------------- | ------------------------------------------------------ |
| Veranstalter         | Professional Gamers League, Perfect World                   | Professional Gamers League                                   | Star Ladder                                                                         | Professional Gamers League                             |
| Zeit und Ort         | 1. bis 4. Juni 2017 in Peking                               | 8. bis 11. Juni 2017 in Santa Ana                            | 8. bis 11. Juni 2017 in Moskau                                                      | 15. bis 18. Juni 2017 in Bukarest                      |
| Sieger (Preisgeld)   | Renegades (30.000 $)                                        | Cloud 9 (30.000 $)                                           | Vega Squadron (30.000 $)                                                            | BIG (30.000 $)                                         |
| Finalist (Preisgeld) | TyLoo (15.000 $)                                            | Immortals (15.000 $)                                         | Tengri (15.000 $)                                                                   | Penta Sports (15.000 $)                                |
| 3. Platz (Preisgeld) | Team Immunity (5.000 $)                                     | Counter Logic Gaming (5.000 $)                               | pro100 (5.000 $)                                                                    | Team Dignitas (5.000 $)                                |
| weitere Teilnehmer   | 7642 Flash Gaming Signature Gaming Team Spotnet The MongolZ | compLexity Luminosity Gaming Misfits NRG eSports paiN Gaming | Nemiga Gaming Quantum Bellator Fire Spartak Esports Team Spirit Team Spirit Academy | Ballistix iGame.com Team EnVyUs Team Kinguin Team LDLC |

Die Finalteilnehmer jeder Veranstaltung, sowie der drittplatzierte des europäischen Minors, qualifizierten sich für das Offline-Qualifier.

### Offline-Qualifier
Das Offline-Qualifier wurde vom 29. Juni bis zum 2. Juli 2017 in Bukarest ausgetragen. In fünf Runden wurden im Schweizer System acht Teilnehmer für das Hauptturnier gesucht. Alle Teams mit drei Siegen beim Offline-Qualifier sind teilnahmeberechtigt.

#### Teilnehmer des Offline-Qualifier
- Flipsid3 Tactics (Teilnehmer auf dem Eleague Major: Atlanta 2017)
- G2 Esports 1 (Teilnehmer auf dem Eleague Major: Atlanta 2017)
- Godsent (Teilnehmer auf dem Eleague Major: Atlanta 2017)
- HellRaisers (Teilnehmer auf dem Eleague Major: Atlanta 2017)
- mousesports (Teilnehmer auf dem Eleague Major: Atlanta 2017)
- OpTic Gaming (Teilnehmer auf dem Eleague Major: Atlanta 2017)
- Team Liquid (Teilnehmer auf dem Eleague Major: Atlanta 2017)
- BIG (Gewinner des europäischen Minors)
- Penta Sports (Finalist des europäischen Minor)
- Team Dignitas 2 (Dritter des europäischen Minor)
- Renegades (Gewinner des asiatischen Minor)
- TyLoo (Finalist des asiatischen Minor)
- Vega Squadron (Gewinner des CIS-Minor)
- Tengri (Finalist des CIS-Minor)
- Cloud 9 (Gewinner der amerikanischen Minor)
- Immortals (Finalist der amerikanischen Minor)

#### Runde 1
|                  | Ergebnis |               | S-N |
| ---------------- | -------- | ------------- | --- |
| G2 Esports       | 22:20    | Immortals     | 0-0 |
| OpTic Gaming     | 14:16    | Penta Sports  | 0-0 |
| Team Liquid      | 22:19    | TyLoo         | 0-0 |
| Godsent          | 16:14    | Team Dignitas | 0-0 |
| mousesports      | 16:01    | Tengri        | 0-0 |
| HellRaisers      | 16:10    | Vega Squadron | 0-0 |
| FlipSid3 Tactics | 19:16    | Renegades     | 0-0 |
| BIG              | 10:16    | Cloud 9       | 0-0 |

#### Runde 2
|               | Ergebnis |                  | S-N |
| ------------- | -------- | ---------------- | --- |
| Team Liquid   | 03:16    | Penta Sports     | 1-0 |
| HellRaisers   | 04:16    | FlipSid3 Tactics | 1-0 |
| G2 Esports    | 16:11    | Cloud 9          | 1-0 |
| mousesports   | 16:11    | Godsent          | 1-0 |
| OpTic Gaming  | 10:16    | Vega Squadron    | 0-1 |
| TyLoo         | 16:14    | Renegades        | 0-1 |
| BIG           | 16:14    | Tengri           | 0-1 |
| Team Dignitas | 13:16    | Immortals        | 0-1 |

#### Runde 3
|               | Ergebnis |                  | S-N |
| ------------- | -------- | ---------------- | --- |
| Penta Sports  | 14:16    | mousesports      | 2-0 |
| G2 Esports    | 16:13    | FlipSid3 Tactics | 2-0 |
| TyLoo         | 10:16    | Vega Squadron    | 1-1 |
| BIG           | 16:09    | Immortals        | 1-1 |
| Cloud 9       | 16:11    | Godsent          | 1-1 |
| Team Liquid   | 16:02    | HellRaisers      | 1-1 |
| Team Dignitas | 16:07    | Tengri           | 0-2 |
| OpTic Gaming  | 10:16    | Renegades        | 0-2 |

#### Runde 4
|               | Ergebnis |                  | S-N |
| ------------- | -------- | ---------------- | --- |
| Penta Sports  | 16:08    | Vega Squadron    | 2-1 |
| Cloud 9       | 16:03    | FlipSid3 Tactics | 2-1 |
| BIG           | 16:10    | Team Liquid      | 2-1 |
| TyLoo         | 11:16    | HellRaisers      | 1-2 |
| Team Dignitas | 16:14    | Renegades        | 1-2 |
| Godsent       | 14:16    | Immortals        | 1-2 |

#### Runde 5
|               | Ergebnis |                  | S-N |
| ------------- | -------- | ---------------- | --- |
| HellRaisers   | 13:16    | Immortals        | 2-2 |
| Team Dignitas | 05:16    | Vega Squadron    | 2-2 |
| Team Liquid   | 23:25    | FlipSid3 Tactics | 2-2 |

## Berichterstattung
Die Professional Gaming League diente als Host-Broadcaster für das PGL Major: Kraków 2017. Das Live-Streaming-Portal Twitch übertrug alle Spiele online live.
Ein Team aus Moderatoren und Kommentatoren begleitete die gesamte englische Berichterstattung.
Moderator
- Paul „ReDeYe“ Chaloner

Interviewer
- Scott „SirScoots“ Smith

Entertainer
- Pala „Mantrousse“ Gilroy Sen

Kommentatoren
- James Bardolph
- Anders Blume
- Henry „HenryG“ Greer
- Daniel „ddk“ Kapadia
- Auguste „Semmler“ Massonnat
- Matthew „Sadokist“ Trivett

Analysten
- Chad Burchill
- Robin „Fifflaren“ Johansson
- Joona „natu“ Leppänen
- Jason „moses“ O’Toole
- Janko „YNk“ Paunović

Kamera
- Heather „sapphiRe“ Garozzo
- DJ „Prius“ Kunta

Die deutsche Berichterstattung erfolgte über die Plattform 99damage.

## Teilnehmer

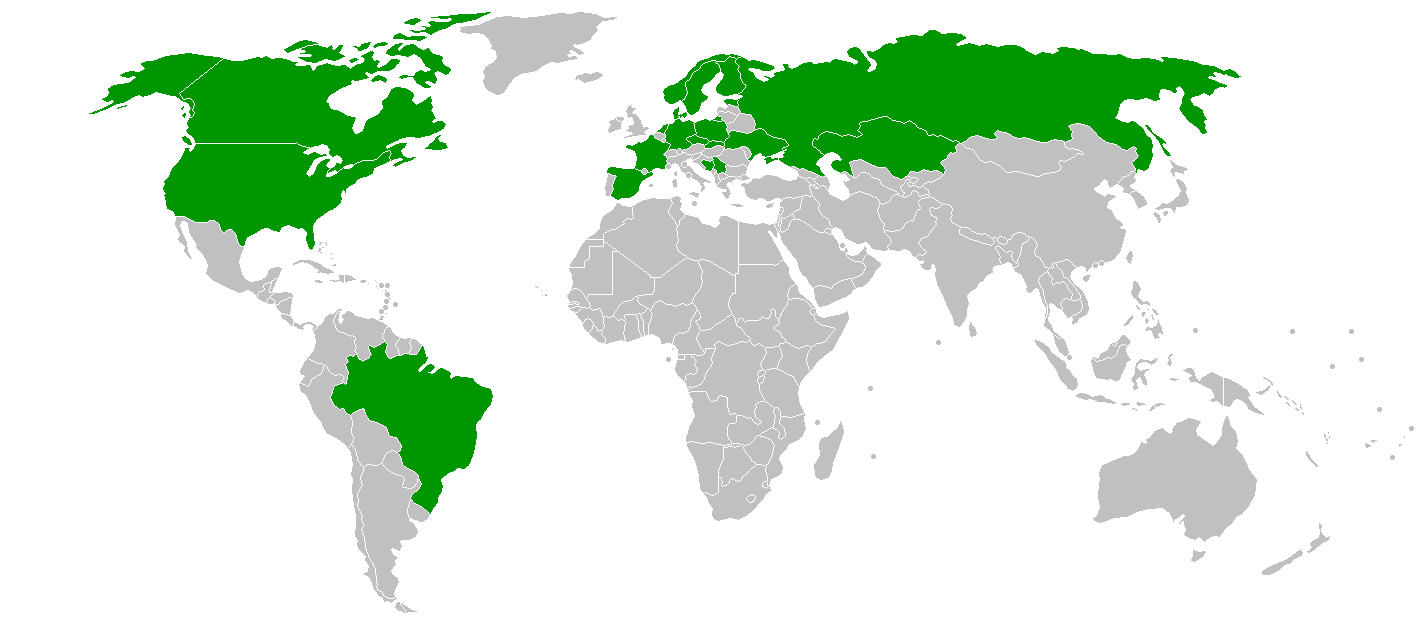
Herkunftsländer der teilnehmenden Spieler des PGL Major: Kraków 2017

Teilnahmeberechtigt waren die acht Viertelfinalisten des Eleague Major: Atlanta 2017 und acht weitere Teams, welche sich über das Offline-Qualifier qualifizieren konnten.
- Astralis (Gewinner auf dem Eleague Major: Atlanta 2017)
- Virtus.pro (Finalist auf dem Eleague Major: Atlanta 2017)
- fnatic (Halbfinalist auf dem Eleague Major: Atlanta 2017)
- SK Gaming (Halbfinalist auf dem Eleague Major: Atlanta 2017)
- FaZe Clan (Viertelfinalist auf dem Eleague Major: Atlanta 2017)
- Gambit Gaming (Viertelfinalist auf dem Eleague Major: Atlanta 2017)
- Natus Vincere (Viertelfinalist auf dem Eleague Major: Atlanta 2017)
- North (Viertelfinalist auf dem Eleague Major: Atlanta 2017)
- mousesports (Offline-Qualifier)
- G2 Esports (Offline-Qualifier)
- Penta Sports (Offline-Qualifier)
- Cloud 9 (Offline-Qualifier)
- BIG (Offline-Qualifier)
- Immortals (Offline-Qualifier)
- Vega Squadron (Offline-Qualifier)
- FlipSid3 Tactics (Offline-Qualifier)

## Lineups der Teams
| Astralis                     | BIG                        | Cloud 9                      | FaZe Clan                     |
| ---------------------------- | -------------------------- | ---------------------------- | ----------------------------- |
| Andreas „Xyp9x“ Højsleth     | Kevin „keev“ Bartholomäus  | Jordan „n0thing“ Gilbert     | Finn „Karrigan“ Andersen      |
| Markus „Kjaerbye“ Kjærbye    | Fatih „gob b“ Dayik        | Michael „shroud“ Grzesiek    | Fabien „kioShiMa“ Fiey        |
| Peter „dupreeh“ Rasmussen    | Johannes „nex“ Maget       | Tyler „Skadoodle“ Latham     | Aleksi „allu“ Jalli           |
| Nicolai „dev1ce“ Reedtz      | Nikola „LEGIJA“ Ninic      | Timothy „autimatic“ Ta       | Nikola „NiKo“ Kovač           |
| Lukas „gla1ve“ Rossander     | Johannes „tabseN“ Wodarz   | Jake „Stewie2k“ Yip          | Håvard „rain“ Nygaard         |
| Flipsid3 Tactics             | fnatic                     | G2 Esports                   | Gambit Gaming                 |
| Andrew „B1ad3“ Gorodenskiy   | Dennis „dennis“ Edman      | Dan „apEX“ Madesclaire       | Abay „HObbit“ Khasenov        |
| Jehor „markeloff“ Markelow   | Freddy „KRiMZ“ Johansson   | Richard „shox“ Papillon      | Dauren „AdreN“ Kystaubayev    |
| Jan „wayLander“ Rahkonen     | Olof „olofmeister“ Kajbjer | Alexandre „bodyy“ Pianaro    | Michail „Dosia“ Stoljarow     |
| Denis „electronic“ Scharipow | Robin „flusha“ Rönnquist   | Nathan „NBK“ Schmitt         | Danylo „Zeus“ Teslenko        |
| Georgi „WorldEdit“ Yaskin    | Jesper „JW“ Wecksell       | Kenny „kennyS“ Schrub        | Rustem „mou“ Tlepov           |
| Immortals                    | mousesports                | Natus Vincere                | North                         |
| Vito „kNg“ Giuseppe          | Christian „loWel“ Antoran  | Denis „seized“ Kostin        | Philip „aizy“ Aistrup         |
| Lucas „steel“ Lopes          | Chris „chrisJ“ de Jong     | Oleksandr „s1mple“ Kostyljew | René „cajunb“ Borg            |
| Ricardo „boltz“ Prass        | Denis „denis“ Howell       | Ladislav „GuardiaN“ Kovács   | Mathias „MSL“ Lauridsen       |
| Henrique „HEN1“ Teles        | Robin „ropz“ Kool          | Ioann „Edward“ Sucharjew     | Emil „Magisk“ Reif            |
| Lucas „LUCAS1“ Teles         | Tomáš „oskar“ Šťastný      | Jegor „flamie“ Wassiljew     | Kristian „k0nfig“ Wienecke    |
| Penta Sports                 | SK Gaming                  | Vega Squadron                | Virtus.pro                    |
| Kevin „kRYSTAL“ Amend        | Fernando „fer“ Alvarenga   | Nikolai „mir“ Bitjukow       | Paweł „byali“ Bieliński       |
| Miikka „suNny“ Kemppi        | Marcelo „coldzera“ David   | Pawel „hutji“ Laschkow       | Jarosław „pasha“ Jarząbkowski |
| Jesse „zehN“ Linjala         | Tacio „TACO“ Filho         | Sergei „keshandr“ Nikischin  | Filip „Neo“ Kubski            |
| Paweł „innocent“ Mocek       | Gabriel „FalleN“ Toledo    | Dmytryj „jR“ Tscherwjak      | Janusz „Snax“ Pogorzelski     |
| Kevin „HS“ Tarn              | João „felps“ Vasconcellos  | Leonid „chopper“ Wischnjakow | Wiktor „TaZ“ Wojtas           |

## Spielplan

### Format
Als Format für die Gruppenphase des Turniers wurde das Schweizer System verwendet. Bei diesem System wird die erste Runde ausgelost beziehungsweise gesetzt. In den darauffolgenden Runden spielen jeweils Teams mit gleichem Verhältnis von Siegen und Niederlagen gegeneinander. Teams, die 3-mal verlieren, scheiden aus, während Teams, die 3-mal gewinnen im Viertelfinale weiterspielen. Dieses System wurde bereits bei anderen CS:GO Turnieren eingesetzt, darunter auch das vorhergehende Eleague Major: Atlanta 2017.

### Gruppenphase
| #  | Team             | Matches | Runden  | Rundendiff. | Runde 1          | Runde 2          | Runde 3          | Runde 4          | Runde 5       |
| -- | ---------------- | ------- | ------- | ----------- | ---------------- | ---------------- | ---------------- | ---------------- | ------------- |
| 1  | Gambit Gaming    | 3 - 0   | 48 - 27 | +21         | 16 - 10 mouz     | 16 – 06 G2       | 16 - 11 VP       | Playoffs         | Playoffs      |
| 2  | BIG              | 3 - 0   | 48 - 33 | +15         | 16 – 08 FaZe     | 16 - 11 C9       | 16 - 14 SK       | Playoffs         | Playoffs      |
| 3  | SK Gaming        | 3 - 1   | 62 - 46 | +16         | 16 - 13 Penta    | 16 – 08 Astralis | 14 - 16 BIG      | 16 – 09 IMT      | Playoffs      |
| 4  | North            | 3 - 1   | 63 - 54 | +9          | 12 - 16 C9       | 16 – 09 Penta    | 19 - 15 mouz     | 16 - 14 VP       | Playoffs      |
| 5  | Astralis         | 3 - 1   | 59 - 53 | +6          | 19 - 17 IMT      | 08 - 16 SK       | 16 - 14 FNC      | 16 – 06 G2       | Playoffs      |
| 6  | Virtus.pro       | 3 - 2   | 73 - 55 | +18         | 16 – 02 Vega     | 16 - 11 FNC      | 11 - 16 Gambit   | 14 - 16 North    | 16 - 10 C9    |
| 7  | Immortals        | 3 - 2   | 74 - 57 | +17         | 17 - 19 Astralis | 16 – 06 Vega     | 16 - 10 Na'Vi    | 09 - 16 SK       | 16 – 06 F3    |
| 8  | fnatic           | 3 - 2   | 73 - 66 | +7          | 16 - 12 F3       | 11 - 16 VP       | 14 - 16 Astralis | 16 - 12 Na'Vi    | 16 - 10 G2    |
| 9  | Cloud 9          | 2 - 3   | 70 - 74 | -4          | 16 - 12 North    | 11 - 16 BIG      | 17 - 19 G2       | 16 - 11 mouz     | 10 - 16 VP    |
| 10 | FlipSid3 Tactics | 2 - 3   | 59 - 71 | -12         | 12 - 16 FNC      | 09 - 16 Na'Vi    | 16 - 10 FaZe     | 16 - 13 Penta    | 06 - 16 IMT   |
| 11 | G2 Esports       | 2 - 3   | 57 - 79 | -22         | 16 - 14 Na'Vi    | 06 - 16 Gambit   | 19 - 17 C9       | 06 - 16 Astralis | 10 - 16 FNC   |
| 12 | Natus Vincere    | 1 - 3   | 52 - 57 | -5          | 14 - 16 G2       | 16 – 09 F3       | 10 - 16 IMT      | 12 - 16 FNC      | ausgeschieden |
| 13 | mousesports      | 1 - 3   | 55 - 66 | -11         | 10 - 16 Gambit   | 19 - 15 FaZe     | 15 - 19 North    | 11 - 16 C9       | ausgeschieden |
| 14 | Penta Sports     | 1 - 3   | 51 - 62 | -11         | 13 - 16 SK       | 09 - 16 North    | 16 - 14 Vega     | 13 - 16 F3       | ausgeschieden |
| 15 | FaZe Clan        | 0 - 3   | 33 - 51 | -18         | 08 - 16 BIG      | 15 - 19 mouz     | 10 - 16 F3       | ausgeschieden    | ausgeschieden |
| 16 | Vega Squadron    | 0 - 3   | 22 - 48 | -26         | 02 - 16 VP       | 06 - 16 IMT      | 14 - 16 Penta    | ausgeschieden    | ausgeschieden |

#### Runde 1
Austragungstag: 16. Juli 2017
|               | Ergebnis |                  |
| ------------- | -------- | ---------------- |
| Gambit Gaming | 16:10    | mousesports      |
| fnatic        | 16:12    | FlipSid3 Tactics |
| Virtus.pro    | 16:02    | Vega Squadron    |
| SK Gaming     | 16:13    | Penta Sports     |
| FaZe Clan     | 08:16    | BIG              |
| North         | 12:16    | Cloud 9          |
| Natus Vincere | 14:16    | G2 Esports       |
| Astralis      | 19:17    | Immortals        |

Das Turnier startete mit der Partie zwischen den kasachischen Team Gambit Gaming und mousesports auf Inferno. Nach einer 5:0-Führung von mousesports auf ihrer CT-Seite gewannen die Kasachen sechs aufeinanderfolgende Runden, um darauffolgend bis zur Halbzeit weitere drei Runden an die Mäuse abzugeben. Nach dem Seitenwechsel war die Partie einseitiger. Mousesports verzeichnete nur noch zwei Rundengewinne. Das Spiel endete mit 16:10. Im zweiten Spiel zwischen fnatic und FlipSid3 Tactics auf Mirage gewann FlipSid3 acht der ersten elf Runden als Terroristen, darunter auch ein 1-gegen-4-Duell des Russen Denis „electronic“ Sharipov in der elften Runde. FlipSid3 verlor die anschließende Sparrunde von fnatic und erreichte bis zum Seitenwechsel keinen weiteren Rundengewinn. FlipSid3 Tactics konnte auf der CT-Seite nicht an die Leistung der ersten Halbzeit anschließen. Das mehrheitlich aus der Ukraine und Russland stammende Quintett verlor das Spiel mit 12:16. Das polnische Quintett Virtus.pro, welches zwei Wochen vor Turnierbeginn auf der ESL One Cologne 2017 frühestmöglich ausschied, überzeugte im dritten Spiel gegen das russische Team Vega Squadron, welches erstmals an einem Major teilnahm. Auf der CT-lastigen Map Nuke erreichte VP 13 Runden als Terroristen und gab in Halbzeit 2 keine weitere Runde ab. Das Spiel stellte den höchsten Sieg während der gesamten Vorrunde dar. In Match 4 startete SK Gaming mit zehn Rundengewinnen als Counter-Terroristen auf Inferno gegen Penta Sports. Die Brasilianer schwächelten in der Spielmitte und lagen nach dem Seitenwechsel mit 11:13 zurück. Im Schlussspurt gewann SK die verbleibenden fünf Runden und verhinderte eine Niederlage. Das deutsche Team BIG trat im fünften Spiel gegen den FaZe Clan an. Auf der T-Seite startend bot die erste Halbzeit auf Inferno Abwechslung und endete mit 8:7. Nach dem Seitenwechsel gab BIG nur eine Runde her und siegt souverän gegen den Viertelfinalisten des vorherigen Majors. Der einzige nordamerikanische Vertreter Cloud 9 traf auf der Map Mirage im sechsten Spiel von Runde 1 auf North. Das dänische E-Sport-Team des FC Kopenhagen hielt die Spannung des Spiels bis ins letzte Spieldrittel aufrecht. Die letzten Runden gaben die Dänen jedoch an Cloud 9 ab. Die Nordamerikaner gewannen mit 16:12. Im siebten Spiel zwischen den Spielern der ukrainischen Organisation Natus Vincere und dem französischen Quintett von G2 Esports wurden auf Overpass erstmals die vollen 30 Runden für eine Entscheidung benötigt. In einem Spiel, in welchem die Counter-Terroristen einen Großteil der Runden holten, ging Na'Vi mit einer 12:3-Führung aus der Halbzeit. Die Franzosen holten in Halbzeit zwei auf, gaben nur zwei Runden an Natus Vincere ab und brachten sich mit einem 16:14-Sieg in eine gute Ausgangsposition für die folgenden Tage. Im abschließenden achten Spiel des ersten Tages bestritten Titelverteidiger Astralis und das brasilianische Rookieteam Immortals ihr erstes Spiel. Immortals kämpfte sich auf Overpass nach einem zwischenzeitlichen 0:5 und späteren 6:12-Rückstand wieder zurück und erzwang die Verlängerung gegen den Titelverteidiger. Dort mussten die Brasilianer eine CT-Runde nach einem Dreifachkill Peter „dupreeh“ Rasmussen abgeben, welche sie selber nach dem Seitenwechsel der Verlängerung nicht gewinnen konnten. Astralis gewann die Partie somit mit 19:17.

#### Runde 2
|                  | Ergebnis |               | S-N |
| ---------------- | -------- | ------------- | --- |
| BIG              | 16:11    | Cloud 9       | 1-0 |
| Gambit Gaming    | 16:06    | G2 Esports    | 1-0 |
| SK Gaming        | 16:08    | Astralis      | 1-0 |
| Virtus.pro       | 16:11    | fnatic        | 1-0 |
| Penta Sports     | 09:16    | North         | 0-1 |
| mousesports      | 19:15    | FaZe Clan     | 0-1 |
| FlipSid3 Tactics | 09:16    | Natus Vincere | 0-1 |
| Immortals        | 16:06    | Vega Squadron | 0-1 |

Die Spiele des 17. Juli wurde mit den Spielen der bislang sieglosen Teams gestartet. Die Vertreter der deutschen Organisation Penta Sports gewannen im ersten Spiel auf Mirage sieben der ersten acht Runden als Terroristen gegen North. Die Dänen fanden danach ins Spiel zurück und gaben bis Spielende nur zwei Runden ab und entschieden somit die Partie für sich. Mousesports und FaZe Clan bestritten auf Train das zweite Spiel der am Vortag unterlegenen Teams. Nachdem mousesports als Terroristen die Pistolenrunde und die darauffolgenden zwei Sparunden verloren hatte, gewannen die Mäuse sieben Runden in Folge. Nach einem Dreifachkill von Nikola „NiKo“ Kovač fand FaZe wieder ins Spiel und spielte nach 30 Runden ein 15:15 heraus. In der Verlängerung gewann mousesports alle Runden und feierte seinen einzigen Sieg auf dem Major. Das Spiel der GUS-Teilnehmer FlipSid3 Tactics und Natus Vincere wurde wie das vorherige Match auf Train ausgetragen. Trotz Gewinn beider Pistolenrunden konnte FlipSid3 der Stärke des Gegners nicht standhalten. Natus Vincere gewann mit 16:9. Das vierte Spiel der Runde 2 zwischen den Immortals und Vega Squadron gestaltete sich auf Train einseitig. Nach gewonnener Pistolenrunde als Verteidiger, konnte Vega die Sparrunde der Brasilianer nicht überstehen. Infolge einer taktischer Pause seitens Vega beim Spielstand von 9:3 für Immortals gewann Vega bis zur Halbzeit noch zwei weitere Runden. In der zweiten Halbzeit bestätigte sich das Bild der ersten 15 Runden. Vega konnte nur noch einen Rundensieg erringen und musste sich mit 6:16 geschlagen geben. Die fünfte Partie zwischen BIG und Cloud 9 auf Inferno startete erfreulich für BIG. Das Team konnte in ihrer ersten Halbzeit als Terroristen zwölf Runden holen. Lichtblick für die Nordamerikaner war der Viererkill von Tyler „Skadoodle“ Latham in der vierzehnten Runde. Cloud 9 gewann die ersten drei Runden der zweiten Halbzeit für sich. Anschließend verzögerten Internetprobleme die Partie, welcher erst nach Spielende gelöst werden konnten. Die Partie wurde ohne Zuschauerübertragung beendet. BIG gab noch weitere fünf Runden an die Nordamerikaner ab, bevor das deutsche Lineup die Partie mit 16:11 gewann. Die beiden bereits in der ersten Runde siegreichen Organisationen Gambit Gaming und G2 Esports standen sich im sechsten Spiel auf Cache gegenüber. Nach 10:5-Halbzeitführung bauten die Kasachen von Gambit ihre Dominanz nach dem Seitenwechsel aus und gewannen mit 16:6. Gambit überzeugte insbesondere durch die Leistung des Kasachen Dauren „AdreN“ Kystaubayev, welcher 25 Kills in der Partie landete. In der siebten Begegnung des Tages standen sich mit Astralis und SK Gaming die Sieger der beiden vorherigen Major-Turniere auf Inferno gegenüber. In dem einseitigen Spiel ging SK mit 8:1 in Führung, um bis zur Halbzeit weitere zwei Runden an Astralis abzugeben. Das Model von Marcelo „coldzera“ David verzeichnete in dieser Halbzeit 23 Frags und starb nur drei Mal. Astralis erspielte sich noch fünf Rundensiege nach dem Seitenwechsel, bevor SK Gaming ihren entscheidenden 16. Rundengewinn feiern konnten. Auch im letzten Spiel des zweiten Tages trafen mit Virtus.pro und fnatic zwei Majorgewinner vergangener Jahre auf der Map Cache aufeinander. Die Polen kauften als Counter-Terroristen nach verlorener Pistolenrunde alles Mögliche ein und stoppten damit den Angriff der Schweden auf den A-Spot. Virtus.pro war in der ersten Halbzeit stärker als ihr Gegner. Nach 12:3-Halbzeitführung. Fnatic verringerte die Rundendiffernz in der zweiten Halbzeit. Die Schweden konnten die Niederlage jedoch nicht abwenden und verloren das Spiel in der 27. Runde.
Kontrovers diskutiert wurde am zweiten Tag der sogenannte crouch jump bug, welcher von BIG im Vortagsspiel gegen FaZe Clan gezielt einsetzt wurde. Mit diesem Bug ist es möglich an bestimmten Stellen Teile der Spielfläche ohne Kenntnis des Gegners einzusehen. Nachdem das Nutzen des Bugs am Morgen von der PGL erlaubt worden war, vereinbarten alle 16 teilnehmenden Teams am Abend des 17. Juli das Gentleman agreement, in welchem sich die Spieler inoffiziell für die Nichtbenutzung des Bugs ausgesprochen haben.

#### Runde 3
|                  | Ergebnis |               | S-N |
| ---------------- | -------- | ------------- | --- |
| Virtus.pro       | 11:16    | Gambit Gaming | 2-0 |
| BIG              | 16:14    | SK Gaming     | 2-0 |
| mousesports      | 15:19    | North         | 1-1 |
| Natus Vincere    | 10:16    | Immortals     | 1-1 |
| G2 Esports       | 19:17    | Cloud 9       | 1-1 |
| fnatic           | 14:16    | Astralis      | 1-1 |
| Vega Squadron    | 14:16    | Penta Sports  | 0-2 |
| FlipSid3 Tactics | 16:10    | FaZe Clan     | 0-2 |

Am dritten Majortag mussten die ersten beiden Teams Krakau verlassen. Im ersten dieser beiden Ausscheidungsspiele traf Vega Squadron, welche nur acht Runden aus den ersten zwei Spielen holten, auf Penta Sports. Die Russen holten auf der Map Mirage elf Runden in der ersten Halbzeit. Trotz zweier Rundengewinne in der vierten und fünften Runde der zweiten Halbzeit, schloss Penta durch starke Defensivleistung auf Vega auf und drehte das Spiel zu einem 16:14-Erfolg. Neben Vega Squadron schied auch der FaZe Clan frühestmöglich aus. FaZe gewann zunächst die erste Pistolenrunde als Counter-Terroristen; die Europäer verloren jedoch bereits die zweite Runde, in welcher sie ökonomisch überlegen waren. Daraufhin gewann FlipSid3 weitere zehn Runden hintereinander. Die von Rundengewinnen beider Seiten geprägten zweiten Halbzeit endete nach der 26. Runde mit dem Sieg für FlipSid3 Tactics. Die Teams der Spiele 3 bis 6 hatten in den beiden Vortagen jeweils ein Mal gewonnen und jeweils ein Mal verloren. Das erste Match aus dieser Gruppe wurde zwischen mousesports und North ausgetragen. Auf der Map Cobblestone wechselte die Führung mehrmals. Nach 30 Runden konnte kein Sieger gefunden werden. In der Verlängerung gab North als Terroristen keine der drei Runden ab und gewann den Matchpoint in Runde 34 auf der CT-Seite. Um den zweiten Sieg im Major kämpften im vierten Spiel des Tages die Immortals und Natus Vincere. Auf Overpass zeigte Ioann „Edward“ Sucharjew in der eröffneten Pistolenrunde als Counter-Terrorist eine starke Einzelleistung. Sein Model erledigte vier Gegner. Natus Vincere gewann auch die vier anschließenden Runden, bevor Ricardo „boltz“ Prass den ersten Rundengewinn für die Brasilianer einleitete. Immortals war in den späteren Runden überlegen. Nach dem Seitenwechsel verlor Na'Vi in der 23. Runde eine 4-gegen-2-Situation. Vito „kNg“ Giuseppe konnte die verbleibenden Spieler aus der Runde nehmen und anschließend die Bombe entschärfen. Natus Vincere fand nicht mehr in das Spiel und verlor 10:16. Eine weitere Niederlage musste Cloud 9 am dritten Tag hinnehmen. Das abwechslungsreiche Spiel auf Cobblestone gegen G2 Esports endete in der Verlängerung. Eingeleitet von einem Triplekill von Dan „apEX“ Madesclaire in der 31. Runde gewann G2 Esports die Verlängerung mit 19:17. Titelverteidiger Astralis traf im sechsten Tagesspiel auf den dreifachen Majorsieger fnatic. Astralis startete auf Nuke mit der schwieriger zu spielenden T-Seite. Nach Gewinn der Pistolenrunde verloren die Dänen gegen die ökonomisch geschwächten Schweden die zweite Runde. Astralis gewann nach der ersten vollausgestatteten Waffenrunden weitere zwei Runden, bevor das Team wiederum sechs Runden am Stück an fnatic abgab. Nach 5:10-Halbzeitrückstand drehte Astralis als Counter-Terroristen das Spiel und gewann knapp mit 16:14. In den beiden abschließenden Spielen des Tages ging es um den dritten Vorrundensieg und damit um den Einzug für die Playoffs. Das Heimteam Virtus.pro traf zunächst auf Gambit Gaming. Auf der Map Train führte VP zunächst 5:0 als Counter-Terroristen. Gambit verkleinerte nach nur einem Rundensieg in der sechsten Runde das Geldpolster der Polen und zwang sie damit zu Sparrunden. Die Kasachen holten daraufhin auf und gingen mit 8:7 in die Halbzeit. Ein Dreifachkill von Jarosław „pasha“ Jarząbkowski in der zweiten Runde nach Seitenwechsel, einer Sparrunde von Virtus.pro, brachte die Polen letztmals ins Spiel. Ein Doublekill beim Spielstand von 10:10 von Mihai „Dosia“ Stolyarov stoppte den B-Angriff von VP und sicherte Gambit den Gewinn der 21. Runde. Anschließend spielten die Kasachen souverän. Sie entschieden das Spiel in der 27. Runde. Gambit Gaming stand damit als erster Playoffqualifikant fest. Der Organisation folgte der Sieger aus der Partie BIG gegen SK Gaming. In ihrem dritten Major-Spiel auf Inferno startete BIG als Terroristen. Das deutsche Team gewann die Pistolenrunde und die nachfolgenden Sparrunden von SK Gaming. Nachdem alle Spieler von BIG in die AWP Marcelo „coldzera“ David gelaufen waren, gewannen die Brasilianer die Oberhand der ersten Halbzeit. Nach der Halbzeit gewannen Fatih „gob b“ Dayik und Johannes „nex“ Maget eine 2-gegen-4-Situation in Runde 16. Das von nun an mit wechselnden Führungen geprägte Match benötigte alle 30 Runden, um einen Sieger zu ermitteln. SK Gaming fand in der letzten Runde keine Mittel mehr und ermöglichte so den Einzug von BIG in die Playoffs. Es ist der erste Playoff-Einzug von deutschen Spielern seit der ESL One Katowice 2015.

#### Runde 4
|               | Ergebnis |                  | S-N |
| ------------- | -------- | ---------------- | --- |
| G2 Esports    | 06:16    | Astralis         | 2-1 |
| North         | 16:14    | Virtus.pro       | 2-1 |
| SK Gaming     | 16:09    | Immortals        | 2-1 |
| mousesports   | 11:16    | Cloud 9          | 1-2 |
| Penta Sports  | 13:16    | FlipSid3 Tactics | 1-2 |
| Natus Vincere | 12:16    | fnatic           | 1-2 |

In den ersten drei Begegnungen der vierten Runde kämpften die Teams um den Turnierverbleib. Zwei dieser Teams waren mousesports und Cloud 9, welche die erste Partie des vierten Tages auf der Map Train bestritten. Cloud 9 gewann die ersten Runden als Terroristen; die Nordamerikaner konnten sich jedoch nicht absetzen und lagen zur Halbzeit mit 7:8 zurück. Nachdem das europäische Team das Spiel bis zum Stand von 11:11 spannend gehalten hatte, geriet Cloud 9 in einen Lauf und gewann die verbleibenden Runden für das Erreichen der fünften Runde. Penta Sports und FlipSid3 Tactics, welche beide am Vortag dem Ausscheiden aus dem Turnier zuvorkamen, spielten im zweiten Tagesduell auf Train direkt gegeneinander. Penta startete nach Verlust der ersten drei Runden stark in ihre CT-Hälfte. In einer mit einer 11:4-Führung für Penta endenden Halbzeit markierte der Viererkill von Jesse „zehN“ Linjala den Höhepunkt. Penta gab das Match nach dem Seitenwechsel aus der Hand und schied mit einer 13:16-Niederlage aus dem Turnier aus. Die dritte Partie wurde zwischen den Major-Dauerteilnehmern fnatic und Natus Vincere auf Mirage ausgetragen. Mit einem Triplekill in der Pistolenrunde und 30 Frags im gesamten Match trug Olexander „s1mple“ Kostyliw essentiell zur zwischenzeitlichen 7:1-Führung von Natus Vincere bei. Die Spieler der ukrainischen Organisation beendeten ihre CT-Seite mit einer 9:6-Führung. Natus Vincere konnte während des Spiels mehrere Überzahlsituationen nicht in Rundengewinne umwandeln und gab das mit 12:16 an die Schweden ab, wodurch sie erstmals seit der EMS One Katowice 2014 in der Vorrunde eines Majors ausschieden.
G2 Esports traf in der vierten Partie des 19. Juli auf Titelverteidiger Astralis. Die Dänen erlangten in der dritten Runde als Terroristen auf der Map Inferno die Kontrolle über das Spiel und gewannen fünf Runden am Stück. G2 konnte mit dem Spielstand von 5:8 in der ersten Halbzeit letztmals auf einen Abstand von drei Runden auf Astralis aufschließen. Astralis benötigt danach noch zehn Runden, um das Spiel zu beenden. Der zweite dänische Major-Teilnehmer North konnte sich ebenfalls in seinem vierten Spiel für das Viertelfinale qualifizieren. Die Dänen spielten auf der Karte Mirage gegen Virtus.pro. Dieses Spiel benötigte jedoch die volle Rundenanzahl für die Entscheidung, da insbesondere Jarosław „pasha“ Jarząbkowski mit einem Viererkill zur 9:6-Halbzeitführung der Polen beitrug und damit einer frühen Entscheidung entgegenwirkte. North holte nach dem Seitenwechsel als Counter-Terroristen auf und schickte das Heimteam durch den 16:14-Sieg in Runde 5. Mit der Partie SK Gaming gegen Immortals erlebten die Beteiligten erstmals ein brasilianisches Duell auf einem Major. Nach ausgeglichener Anfangsphase auf Overpass kam SK beim Spielstand von 4:4 in einen Lauf und gewann sechs der sieben verbleibenden Runden auf der CT-Seite. Die Immortals schlossen nach dem Seitenwechsel auf ein 8:11 auf, konnten jedoch den Sieg ihres Gegners nicht verhindern. Mit 16:9 zog SK Gaming in das Viertelfinale ein.

#### Runde 5
|                  | Ergebnis |            | S-N |
| ---------------- | -------- | ---------- | --- |
| fnatic           | 16:10    | G2 Esports | 2-2 |
| Virtus.pro       | 16:10    | Cloud 9    | 2-2 |
| FlipSid3 Tactics | 06:16    | Immortals  | 2-2 |

Die abschließende fünfte Runde wurde direkt im Anschluss an die vierte Runde am Abend des 19. Juli ausgetragen. In der ersten Partie dieser Runde begegneten fnatic und G2 Esports. Auf Overpass starteten fnatic als Terroristen. Die Schweden gewannen die Pistolenrunde, in welcher Robin „flusha“ Rönnquist drei Frags erzielen konnte. G2 Esports musste daraufhin fünf weitere Runden abgeben, bevor die Franzosen sich über die erste eigene gewonnene Runde erfreuen konnten. Fnatic zeigte sich in der restlichen ersten Halbzeit dominant und ging mit einem 11:4-Vorsprung auf die CT-Seite. Dort konnten sie eine Aufholjagd von G2 nicht verhindern, welche bis auf ein 10:12 heranrückten. Die Schlussrunden entschieden die Schweden für sich, womit sie nach einem 16:10-Erfolg das Viertelfinale des Majors erreichten. Im zweiten der drei Spiele sicherte sich Virtus.pro seinen Platz für die Spiele vor den Zuschauern in der Tauron Arena Kraków. Das Team spielte gegen Cloud 9 auf der Map Train. Als Terroristen startend entschied VP bereits in der Pistolenrunde eine 2-gegen-4-Situation für sich. Cloud 9 fand in Mitte der ersten Hälfte besser ins Spiel und übernahm zeitweise die Führung. Diese konnten sich nicht verteidigen. Nach einem 7:8-Halbzeitrückstand konnte das nordamerikanische Team gegen Spielende keine Runde mehr gewinnen. Das Spiel endete mit 16:10 für Virtus.pro. Der letzte freie Platz für das Viertelfinale wurde zwischen FlipSid3 Tactics und den Immortals auf Train erspielt. Die Immortals gewannen nach verlorener Pistolenrunde gleich die zweite Runde und gaben im Verlaufe des gesamten Spiels nur fünf weitere Runden ab. Mit dem 16:6-Erfolg folgten sie SK Gaming als zweites brasilianisches Team in die Playoffs.

### Playoffs
|  | Viertelfinale | Viertelfinale | Viertelfinale | Viertelfinale | Viertelfinale |               |            | Halbfinale    | Halbfinale | Halbfinale | Halbfinale | Halbfinale |  |  | Finale | Finale | Finale | Finale | Finale |
|  |               |               |               |               |               |               |            |               |            |            |            |            |  |  |        |        |        |        |        |
|  | Kasachstan    | Gambit Gaming | 16            | 16            |               |               |            |               |            |            |            |            |  |  |        |        |        |        |        |
|  | Schweden      | fnatic        | 14            | 12            |               |               |            |               |            |            |            |            |  |  |        |        |        |        |        |
|  | Schweden      | fnatic        | 14            | 12            | Kasachstan    | Gambit Gaming | 16         | 8             | 16         |            |            |            |  |  |        |        |        |        |        |
|  |               |               |               |               |               | Gambit Gaming | 16         | 8             | 16         |            |            |            |  |  |        |        |        |        |        |
|  |               | Danemark      | Astralis      | 10            | 16            | 12            |            |               |            |            |            |            |  |  |        |        |        |        |        |
|  | Brasilien     | Danemark      | Astralis      | 10            | 16            | 12            | SK Gaming  | 12            | 6          |            |            |            |  |  |        |        |        |        |        |
|  | Brasilien     |               |               |               |               |               | SK Gaming  | 12            | 6          |            |            |            |  |  |        |        |        |        |        |
|  | Danemark      | Astralis      | 16            | 16            |               |               |            |               |            |            |            |            |  |  |        |        |        |        |        |
|  |               |               |               |               |               |               | Kasachstan | Gambit Gaming | 4          | 16         | 16         |            |  |  |        |        |        |        |        |
|  |               | Brasilien     | Immortals     | 16            | 11            | 10            |            |               |            |            |            |            |  |  |        |        |        |        |        |
|  | Deutschland   | BIG           | 19            | 7             | 14            |               |            |               |            |            |            |            |  |  |        |        |        |        |        |
|  | Brasilien     | Immortals     | 17            | 16            | 16            |               |            |               |            |            |            |            |  |  |        |        |        |        |        |
|  | Brasilien     | Immortals     | 17            | 16            | 16            | Brasilien     | Immortals  | 16            | 16         |            |            |            |  |  |        |        |        |        |        |
|  |               |               |               |               |               | Brasilien     | Immortals  | 16            | 16         |            |            |            |  |  |        |        |        |        |        |
|  |               | Polen         | Virtus.pro    | 5             | 11            |               |            |               |            |            |            |            |  |  |        |        |        |        |        |
|  | Danemark      | Polen         | Virtus.pro    | 5             | 11            | North         | 9          | 10            |            |            |            |            |  |  |        |        |        |        |        |
|  | Danemark      |               |               |               |               |               | 9          | 10            |            |            |            |            |  |  |        |        |        |        |        |
|  | Polen         | Virtus.pro    | 16            | 16            |               |               |            |               |            |            |            |            |  |  |        |        |        |        |        |

#### Viertelfinale

##### Gambit Gaming – fnatic
Gambit Gaming und fnatic eröffneten die Playoffs in der Tauron Arena. Beide Teams trafen bereits auf den beiden vorherigen Majoren ESL One Cologne 2016 und Eleague Major: Atlanta 2017 im Viertelfinale aufeinander. Beide Male gewannen die Schweden. Nach technischen Problem bei Olof „olofmeister“ Kajbjer startete die Begegnung nach einiger Verzögerung auf der ersten Map Train. Gambit gewann als Terroristen die Pistolenrunde und die beiden folgenden Runden, bevor fnatic sechs Runden am Stück gewann. Zur Halbzeit führte fnatic mit einem knappen 8:7. Gambit baute nach dem Seitenwechsel seinen Vorsprung aus. Fnatic konnte am Spielende wieder aufholen, musste die jedoch die entscheidende 30. Runde an die Kasachen abgeben. Rustem „mou“ Tlepov überzeugte auf der ersten Map mit einem Ace in der zweiten Runde, einem Viererkll in der letzten Runde und zwei weiteren Triplekills in der zweiten Hälfte. Zweite gespielte Map war Inferno. Wieder als Terroristen startend gewann Gambit die Pistolenrunde mit einem Triplekill vom Russen Mihai „Dosia“ Stolyarov. Nach zwei weiteren gewonnenen Runden holte auch der Gegner die ersten Runden. Fnatic kam zunehmend besser ins Spiel und ging, genau wie auf der ersten Karte, mit einer knappen 8:7-Führung aus der Halbzeit. Nach dem Seitenwechsel löste Gambit mehrere Unterzahlsituationen und verschaffte sich so wieder einen Rundenvorsprung. In Runde 28 entschieden die Kasachen den Matchpoint für sich. Sie zogen erstmals in ein Halbfinale eines Majors ein.

##### SK Gaming – Astralis
Die beiden Major-Sieger SK Gaming und Astralis trafen durch ihre Niederlage in der Vorrunde erneut aufeinander. SK Gaming wählte die Map Cache aus, welche zuerst gespielt wurde. Die Teams gewannen zu Spielbeginn jeweils eine Sparrunde für sich, bevor SK Gaming vier Runden hintereinander gewann und so zwischenzeitlich mit 6:3 führte. Fernando „fer“ Alvarenga gelang in dieser frühen Phase des Spiels ein Viererkill. Ab der elften Runde spielte SK bis kurz vor Spielende dominant auf. In jeweils zwei Runden landete Nicolai „dev1ce“ Reedtz in diesem Teil des Spieles vier wirksame Treffer. Nach dem Spielstand von 14:8 für Astralis konnte SK als Counter-Terroristen vier weitere Runden gewinnen, bevor Astralis erfolgreich einen Angriff auf den A-Spot vortäuschte und so seine 15. Runde gewann. Finanziell geschwächt konnte SK Gaming die spielentscheidende Folgerunde nicht gewinnen. Astralis verlor auf ihrem Mappick Overpass vier der ersten fünf Runden auf der CT-Seite. SK verlor die Kontrolle über das Spiel und gab auch dank gewonnener 1-gegen-2-Situationen von Andreas „Xyp9x“ Højsleth und Lukas „gla1ve“ Rossander neun der zehn verbleibenden Runden der ersten Halbzeit ab. Auch nach dem Seitenwechsel kamen die Brasilianer nur zu einem Rundengewinn. Mit dem 16:6-Gewinn erreichte Astralis das Halbfinale.

##### BIG – Immortals
Die beiden Erstteilnehmer BIG und Immortals trugen das dritte Viertelfinale aus. Die erste gespielte Map war Cobblestone, der Wunschmap von den Immortals. Die Brasilianer gaben nach gewonnener Pistolenrunde als Counter-Terroristen die drei Folgerunden an ihre deutschen Gegner ab. Sie dominierten die restliche Halbzeit unter herausragender Leistung von Vito „kNg“ Giuseppe, welcher in den Runden 6, 9 und 13 jeweils drei Frags erzielte. BIG gewann nach der Halbzeit sechs Runden am Stück. Die Deutschen gaben im weiteren Verlauf zwei weitere Runden ab, gelangten jedoch vor der letzten Runde in Führung. Trotz besseren Equipments verlor BIG die letzte reguläre Runde, sodass die Verlängerung die erste Karte entscheiden musste. BIG gab in deren ersten Halbzeit als Counter-Terroristen zwei Runden an seinen Gegner ab. Nach dem Seitenwechsel sicherte sich BIG alle Runden als Terroristen. Sie gewannen damit die Mapauswahl der Immortals mit 19:17. Auf Seiten von BIG fiel Nikola „LEGIJA“ Ninic mit insgesamt 35 Zählern auf. BIG wählte die Karte Inferno, auf welcher sie bereits die drei Vorrundenspiele gewannen, für das zweite Spiel aus. Die Deutschen waren in der ersten Halbzeit als Terroristen unterlegen und konnten nur zwei Runden gewinnen. Als Counter-Terroristen gaben BIG die ersten zwei Runden ab. Nach fünf Rundensiegen auf Seiten des deutschen Teams, schlossen die Immortals in Runde 23 Inferno mit einem Sieg ab. Lucas „steel“ Lopes sicherte die erste, die zehnte und die letzte Runde mit jeweils drei Kills ab. Die spielentscheidende dritte Map war Train. Sie wurde vor leeren Rängen in der Tauron Arena ausgetragen, da die Zuschauer in dem erst nach Mitternacht stattfindenden Spiel die Halle verlassen mussten. BIG begann zum dritten Mal als Terroristen. Nach einer abwechslungsreichen ersten Halbzeit lag das Team nach 15 Runden mit 7:8 zurück. Nach verlorener Pistolenrunden trug insbesondere Johannes „tabseN“ Wodarz zur zwischenzeitlich Führung bei. Nach der 21. Runde verlor BIG 12:9 führend langsam die Kontrolle über das Spiel. Bis Spielende konnte das deutsche Team nur zwei weitere Runden gewinnen. Immortals gewann Train mit 16:14 und erreichte das Halbfinale.

##### North – Virtus.pro
North traf im letzten Viertelfinalspiel am 22. Juli auf Virtus.pro. Bereits auf dem Eleague Major: Atlanta 2017 begegneten sich beide Teams in der Runde der besten Acht. Virtus.pro gewann im Januar nach drei Maps. Vor heimischer Kulisse spielten die beiden Quintette zuerst auf Cobblestone, der Mapauswahl von North. Als Counter-Terroristen gewannen Virtus.pro die Pistolenrunde nach Bombenentschärfung. North gewann die dritte Runde, gab jedoch die folgende Sparrunde der Polen ab. Dank der starken Defensivleistung lag VP zur Halbzeit mit 11:4 in Führung. Nach dem Seitenwechsel gewann Virtus.pro die Pistolenrunde und die zwei folgenden Sparrunden auf Seiten der Dänen. Diese holten weitere fünf Runden in der zweiten Halbzeit, bevor Wiktor „TaZ“ Wojtas mit einem Dreifachkill entscheidend zum Gewinn des Mappoints in Runde 25 beitrug. Virtus.pro wählte die Map Nuke als zweite Spielkarte aus. Als Terroristen startend gaben die Polen die ersten vier Runden ab. Mit einem Vierfachschlag von Paweł „byali“ Bieliński gewann das Team die fünfte Runde und konnte mit weiteren Rundengewinnen zu einer ausgeglichenen ersten Halbzeit beitragen. Als Counter-Terroristen gaben die Bären unter weiterhin starken Leistungen von Bieliński nur zwei Runden ab. Durch den 16:10-Erfolg auf Nuke erreichte Virtus.pro das Halbfinale.

#### Halbfinale

##### Gambit Gaming – Astralis
Gambit startete mit sechs Rundengewinnen als Counter-Terroristen furios in die von Astralis ausgewählte Map Overpass. Insbesondere Rustem „mou“ Tlepov trug mir zwei Viererkills in Runde 10 und 14 dazu bei, dass Astralis nur fünf Runden in der ersten Halbzeit gewinnen konnte. Astralis gewann die ersten beiden Runden nach dem Seitenwechsel. Das Team verlor jedoch schon die erste Kaufrunde der Kasachen, welche nach 22 Runden nur noch den Mappoint benötigten. Diesen gewannen sie nach drei verlorenen Runden in Runde 26. Gambit wählte Inferno als zweite Map aus. Nachdem sich anfangs beide Teams mit den Rundengewinnen abgewechselt hatten, gewann Astralis fünf Runden am Stück, um schließlich mit einem Fünf-Punkte-Vorsprung in die zweite Halbzeit als Counter-Terroristen zu gehen. Mithilfe eines Dreifachschlages von Abay „HObbit“ Khasenov gewann Gambit die Pistolenrunde der zweiten Halbzeit und die darauffolgenden Sparrunden der Dänen. Andreas „Xyp9x“ Højsleth leitete mit einem Viererkll die Mapentscheidung ein, welche nach der 24. Runde mit dem 16:8-Sieg für Astralis eintrat. Der Gewinner musste dadurch in der Entscheidungsmap Train gefunden werden. Im zunächst einseitigen Match lag Gambit nach neun Runden als Counter-Terroristen mit 8:1 in Führung. Astralis startete zum Ende der ersten Halbzeit eine Aufholjagd und erreicht den Halbzeitstand von 9:6 für Gambit. Nach dem Dreifachkill von Rustem „mou“ Tlepov in der Pistolenrunde der zweiten Hälfte, gewann Astralis nach zwei weiteren Rundenabgaben sechs von sieben Runden am Stück. Beim Spielstand von 13:12 für Gambit reichte eine taktische Pause seitens der Kasachen aus, um die erneute Kehrtwende einzuleiten. Gambit gewann Train mit 16:12 und erreichte das Finale des Majors.

##### Immortals – Virtus.pro
Die beiden Teams Immortals und Virtus.pro trafen im Vorfeld des Turniers nur auf der ESL One Cologne 2017 aufeinander, wo die Immortals gegen die Polen ihr erstes Vorrundenspiel gewannen. Erste gespielte Karte dieses Halbfinales war Inferno, die Wunschmap der Immortals. Die Brasilianer gewannen als Terroristen die ersten drei Runden. Nach Abgabe zweier Runden konnten die Immortals sechs weitere aufeinanderfolgende Runden gewinnen. Nach 11:4-Halbzeitstand für Immortals erspielte sich Virtus.pro nach dem Seitenwechsel nur einen Rundengewinn und verlor mit 5:16. Lucas „LUCAS1“ Teles war mit 25 Kills der Topspieler des ersten Matches. Virtus.pro entschied sich für Mirage als zweite Karte. Die Immortals gewannen als Counter-Terroristen acht der neun ersten Runden. Beim Spielstand von 8:1 hielt Jarosław „pasha“ Jarząbkowski mit dem Gewinn einer 1-gegen-4-Situation die Hoffnungen der heimischen Fans aufrecht. Nach 4:11-Halbzeitrückstand gewann Virtus.pro die ersten sechs CT-Runden. Die Immortals griffen allerdings ein und gaben ab der 24. Runde keinen Zähler mehr ab. Mit dem 16:11-Sieg erreichten die Spieler das Endspiel.

#### Finale: Gambit Gaming – Immortals
Mit Gambit Gaming erreichte erstmals seit der MLG Columbus 2016 ein Team aus dem Gebiet der Gemeinschaft Unabhängiger Staaten das Major-Finale. Der heute Gambit-Ansager Danylo „Zeus“ Teslenko verlor dort zusammen mit seinem damaligen Team Natus Vincere das Finale. Alle anderen Spieler nehmen erstmals an einem Major-Finale teil. Während Gambit als Legendenteam für das Major vorqualifiziert war und im Turnierverlauf nur im Halbfinale eine Map gegen Astralis abgeben musste, mussten sich die Immortals erst für das Turnier qualifizieren. Die Brasilianer standen im Offline-Qualifier, in der Vorrunde und auch im Viertelfinalspiel gegen BIG kurz vor dem Turnieraus. Das einzige Aufeinandertreffen beider Teams erfolgte auf dem Finale der DreamHack Austin im Mai 2017. Gambit gewann dieses Spiel mit zwei 16:12-Siegen auf Train und Inferno.
Immortals wählte Cobblestone für die erste Begegnung aus. Vito „kNg“ Giuseppe eröffnete für die als Terroristen spielenden Immortals die erste Hälfte mit drei Kills in der Pistolenrunde. Die Brasilianer gaben nach Gewinn der ersten drei Runden zwei Zähler an die Gegner ab, zeigten im weiteren Verlauf jedoch ihre Spielstärke auf Cobblestone. In der achten Runde versuchte Mihai „Dosia“ Stolyarov mit einem Vierkill vergebens den beginnenden Lauf der Immortals zu stoppen. Abgesehen von der elften Runde gewannen die Brasilianer alle weiteren Runde. Mit 12:3 führend gewannen die Immortals unter Einfluss eines Triplekills von Lucas „steel“ Lopes als Counter-Terroristen die Pistolenrunde. In Runde 19 gaben Immortals noch einen Mappunkt ab, sie sicherten sich in der 20. Runde den Sieg auf Cobblestone.
Gambit hoffte auf ihren Mappick Train auf einen Ausgleich. Fulminant startend gewann Gambit als Terroristen sechs der ersten sieben Runden. Die Immortals fanden ins Spiel zurück erreichten unter anderem durch jeweils einen Viererkill von Vito „kNg“ Giuseppe und von Ricardo „boltz“ Prass einen 6:9-Halbzeitstand aus ihrer Sicht. Durch den Gewinn der ersten drei Runden nach Seitenwechsel gelang den Immortals der zwischenzeitliche Ausgleich. Der Kasache Rustem „mou“ Tlepov trug mit neun Kills in den Runden 19 bis 21 zur erneuten Führung von Gambit bei. Das Team gab weitere zwei Runden ab. Gambit verteidigte seine Führung schließlich bis Spielende und entschied den eigenen Kartenwunsch mit 16:11 für sich.
Die beiden Teams einigten sich auf Inferno als entscheidende dritte Karte. In einer einseitigen ersten Halbzeit brauchten die Immortals sechs Runden, um sich selber auf dem Punktekonto einzutragen. In der zehnten Runde erledigte Abay „HObbit“ Khasenov alle Gegner im Alleingang und brachte Gambit mit 9:1 in Führung. In der Mitte des Spiels holten die Brasilianer auf. Nach einem 4:11-Halbzeirückstand schlossen die Immortals bis auf ein 8:11 auf. In der 20. Runde gewann Abay „HObbit“ Khasenov eine 1-gegen-4-Situation. Gambit übernahm die Oberhand. In Runde 25 trug Khasenov wiederum mit drei Kills zum Gewinn der 15. Runde seitens der Kasachen bei. Bereits den ersten Matchpoint konnte Gambit für sich entscheiden. Die Spieler von Gambit Gaming sind nach dem 16:10-Sieg die ersten Major-Gewinner aus der Region der Gemeinschaft Unabhängiger Staaten.

## Preisgeldverteilung
| Platz    | Clan                                                                                               | Preisgeld (in US-Dollar) |
| -------- | -------------------------------------------------------------------------------------------------- | ------------------------ |
| 1.       | Gambit Gaming                                                                                      | 500.000                  |
| 2.       | Immortals                                                                                          | 150.000                  |
| 3. – 4.  | Astralis Virtus.pro                                                                                | 70.000                   |
| 5. – 8.  | BIG fnatic North SK Gaming                                                                         | 35.000                   |
| 9. – 16. | Cloud 9 FaZe Clan FlipSid3 Tactics G2 Esports mousesports Natus Vincere Penta Sports Vega Squadron | 8.750                    |